# Разрушение Илиона
«Разруше́ние Илио́на» (др.-греч. Ἰλίου πέρσις) — древнегреческая эпическая поэма, созданная в VIII или VII веке до н. э. и повествующая о заключительном и важнейшем из событий Троянской войны — взятии Трои при помощи деревянного коня. Её автором считался Арктин Милетский. Автором мелической поэмы с тем же названием был Стесихор (рубеж VII—VI веков до н. э.).